# ترصيع
الترصيع هو السجع الذي في إحدى القرينتين، أو أكثر، مثل ما يقابله من الأخرى في الوزن، والتوافق على الحرف الآخر المراد من القرينتين هما المتوافقتان في الوزن والتقفية، نحو [قول الحريري]: «فهو يطبع الأسجاع بظواهر لفظه، ويقرع الأسماع بزواجر وعظه»، فجميع ما في القرينة الثانية يوافق ما يقابله في الأولى في الوزن والتقفية، وأما لفظه فلا يقابله شيء من القرينة الثانية، وأن تكون الألفاظ مستوية الأوزان، متفقة الأعجاز، كقوله تعالى: ﴿إِنَّ إِلَيْنَا إِيَابَهُمْ ۝٢٥ ثُمَّ إِنَّ عَلَيْنَا حِسَابَهُمْ ۝٢٦﴾ [الغاشية:25–26] وكقوله تعالى: ﴿إِنَّ الْأَبْرَارَ لَفِي نَعِيمٍ ۝١٣ وَإِنَّ الْفُجَّارَ لَفِي جَحِيمٍ ۝١٤﴾ [الانفطار:13–14].

## وصلات خارجية
- ابن أبي الأصبع. تحرير التحبير في صناعة الشعر والنثر.